# Завод минеральных удобрений КЧХК

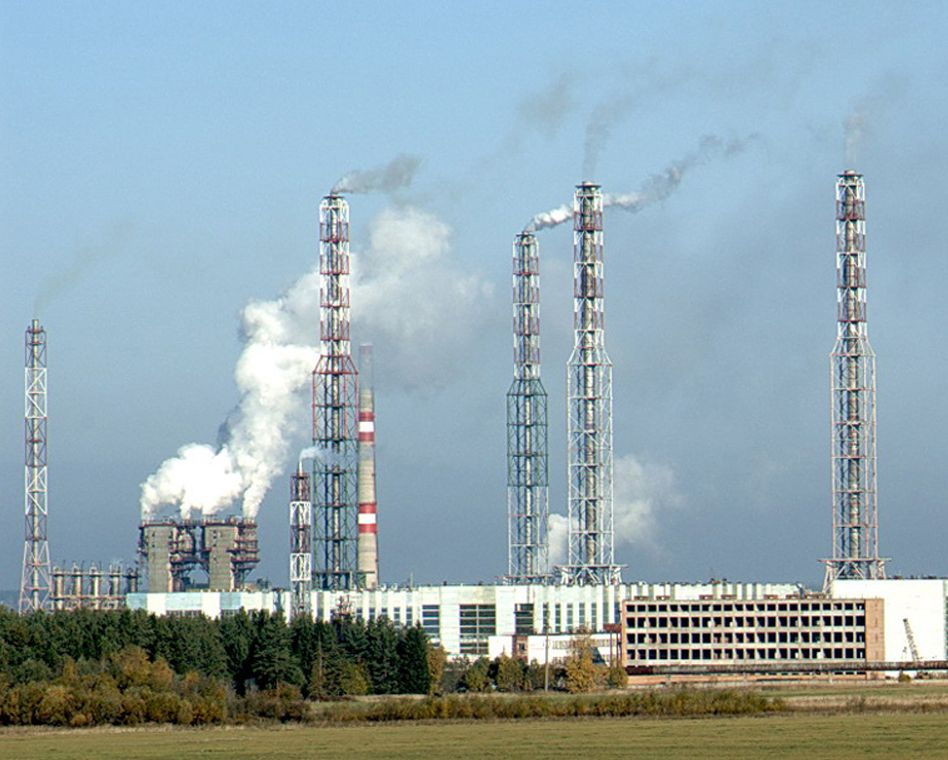
Завод минеральных удобрений

ОАО «Заво́д минера́льных удобре́ний Ки́рово-Чепе́цкого хими́ческого комбина́та» (ОАО «ЗМУ КЧХК», ОАО «КЧХК») — российское химическое предприятие, специализировавшееся на выпуске азотных минеральных удобрений. С 2008 года входило в холдинг «Уралхим». В 2010 году Кирово-Чепецкий химический комбинат был реорганизован в форме присоединения к ЗМУ КХЧК, в обновлённой версии устава последнего допускалось использование названия «Кирово-Чепецкий химический комбинат» для ЗМУ КЧХК.
С 01 октября 2015 года реорганизовано в форме присоединения к Акционерному обществу «Объединённая химическая компания „УРАЛХИМ“». На производственной площадке ЗМУ КЧХК работает филиал «КЧХК» АО «ОХК „УРАЛХИМ“» в городе Кирово-Чепецке.
Производственная площадка занимает площадь 263 га.

## История
В 1973 году началось строительство подразделения КЧХК, занимающегося выпуском минеральных удобрений. В 1978 году было завершено строительство газопровода «Оханск—Кирово-Чепецк», что позволило начать выпуск азотных удобрений, для которых основным сырьём является природный газ.
В 2004 году на открытом аукционе РФФИ компания, контролируемая Д. А. Мазепиным, приобрела основной пакет акций ОАО «КЧХК». В 2005 году из его состава был выделен завод минеральных удобрений, с образованием дочернего ООО «ЗМУ КЧХК». В 2007 году для объединения активов Д. А. Мазепина по производству минеральных удобрений, был образован холдинг Уралхим.
В октябре 2011 года стало известно, что ОАО «Завод минеральных удобрений КЧХК» направило 131 млн рублей на перевооружение системы газоочистки агрегата аммиачной селитры.

## Структура
Дочерние компании ОАО «ЗМУ КЧХК» на 2014 год:
- Энергоснабжающая организация КЧХК (ЭСО КЧХК, 100 % акций)
- Ремонтно-механический завод КЧХК (РМЗ КЧХК, 100 % акций)
- Проектно-конструкторский научный центр (100 % акций)
- УРАЛХИМ-ФИНАНС (51 % акций)